# Neofibularia chinensis
Neofibularia chinensis är en svampdjursart som beskrevs av Gustavo Pulitzer-Finali 1982. Neofibularia chinensis ingår i släktet Neofibularia och familjen Desmacellidae. Inga underarter finns listade i Catalogue of Life.